# 1945

## Події
- 4 лютого — 11 лютого Ялтинська конференція.
- 13 лютого — Бомбардування Дрездена британською та американською авіацією.
- 16 лютого — Експедиційні війська США почали операцію по захопленню Іодзіми. 21-тисячний японський контингент місяць стримував 100-ну армаду американців.
- 26 березня — Завершилась битва за Іодзіму — єдина наземна операція японських сил, у якій втрати армії США перевищили їхні власні.
- 25 квітня — Зустріч Червоної армії та військ союзників на Ельбі.
- 30 квітня — О 21.50 під час другого штурму, бійці 1-го стрілецького батальйону 756-го полку розвідники сержанти Михайло Єгоров та Мелітон Кантарія, а також молодший лейтенант Олексій Берест встановили Прапор Перемоги на даху Рейхстагу під час битви за Берлін.
- 2 травня — Берлінський гарнізон капітулював.
- 5 травня — Антинімецьке повстання в Празі.
- 7 травня — 1-а Піхотна Дивізія РВА Сергія Буряченка, перейшовши на бік празьких повстанців, вступає в бої з німецькими силами.
- 7 травня — У Реймсі підписано капітуляцію Нацистської Німеччини у Другій світовій війні.
- 8 травня — Капітуляція Нацистської Німеччини, кінець Німецько-радянської війни.
- 5 червня — Воєначальники союзних держав підписали в Берліні Декларацію про поразку Німеччини й прийняття верховної влади в ній урядами СРСР, США, Великої Британії та Франції.
- 29 червня — СРСР та Чехословаччина підписали договір про приєднання Закарпаття до УРСР.
- 14 липня — Новий уряд Італії декларує стан війни з Японією.
- 17 липня — у Потсдамі розпочалася конференція країн-переможців у Другій світовій війні, в якій взяли участь Йосип Сталін (СРСР), Гаррі Трумен (США) та Вінстон Черчилль (Велика Британія). Головне питання конференції — затвердження нового світопорядку в Європі та політичний лад у поваленій Німеччині.
- 6 серпня — США скинули атомну бомбу на японське місто Хіросіма.
- 8 серпня — СРСР оголосив війну Японії, розпочавши введення військ у Манчжурію.
- 9 серпня — США скинули атомну бомбу на японське місто Нагасакі.
- 2 вересня — Капітуляція Японії, закінчення 2-ї Світової війни.
- 8 жовтня — інженер зі штату Массачусетс Персі Спенсер запатентував мікрохвильову піч.
- 20 жовтня — У результаті всенародного плебісциту Монгольська Народна Республіка підтвердила намір залишатись незалежною державою.
- 24 жовтня — Урочисто відкрито Організацію Об'єднаних Націй.
- 20 листопада — Розпочався Нюрнберзький процес проти нацистських воєнних злочинців.

## Вигадані події
- У 1945 році відбуваються події фільму «Перший месник».

## Народилися
див. також Категорія:Народились 1945
- 10 січня — Род Стюарт, англійський рок-співак.
- 29 січня — Том Селлек, американський кіноактор.
- 6 лютого — Боб Марлі, ямайський композитор, співак в стилі регі.
- 9 лютого — Міа Фарроу, американська акторка.
- 15 лютого — Джон Хеллівел, англійський рок-музикант.
- 21 лютого — Пол Ньютон, англійський рок-музикант, бас-гітарист (Uriah Heep).
- 27 лютого — Данієль Ольбрихський, польський кіноактор.
- 4 березня — Фемі Бенуссі, італійська акторка кіно та театру й еротична модель істрійського походження.
- 13 березня — Анатолій Фоменко, математик, академік, автор теорії «Нової хронології».
- 30 березня — Ерік Клептон, англійський рок-музикант, співак (група Yardbirds).
- 2 квітня — Лінда Гант, американська акторка.
- 3 квітня — Берні Парент, легендарний канадський хокеїст.
- 10 квітня — Юрій Стеценко, український спортсмен.
- 14 квітня — Річі Блекмор, англійський рок-музикант (Deep Purple).
- 24 квітня — Дуг Кліффорд, англійський рок-музикант, ударник групи Creedence Clearwater Revival.
- 25 квітня — Б'єрн Ульвеус, шведський поп-музикант, співак (ABBA).
- 1 травня — Василь Зінкевич, український естрадний співак, народний артист УРСР.
- 2 травня — Б'янка Джаггер, англійська акторка.
- 9 травня — Стів Кац, рок-музикант (Blood, Sweat and Tears).
- 19 травня — Піт Таунсенд, гітарист (The Who).
- 24 травня — Прісцила Преслі, акторка.
- 28 травня — Джон Фогерті, композитор, співак (Creedence Clearwater Revival).
- 29 травня — Гарі Брукер, музикант, співак.
- 6 червня — Дейвід Дюкс, актор.
- 10 червня — Наталія Дубровська, українська акторка театру та кіно, Заслужена артистка України.
- 14 червня — Род Арджент, англійський рок-музикант, клавішник (Argent).
- 16 червня — Йєн Метьюз, рок-музикант.
- 17 червня — Едді Меркс, бельгійський велосипедист.
- 19 червня — Аун Сан Су Чжі, лідер демократичної опозиції в М'янмі.
- 28 червня — Дейвід Найтс, рок-музикант (Procol Harum).
- 1 липня — Деббі Гаррі, співачка (Blondie).
- 19 липня — Джордж Дзандза, американський актор.
- 26 липня — Володимир Гриньов, український політик.
- 28 липня — Річард Райт, англійський рок-музикант, клавішник (Pink Floyd).
- 31 липня — Ян Табачник, радянський та український акордеоніст і політик. Народний артист України.
- 14 серпня — Вім Вендерс, німецький кінорежисер.
- 14 серпня — Стів Мартін, американський комедійний кіноактор.
- 19 серпня — Ієн Гіллан, британський рок-музикант, вокаліст групи Deep Purple.
- 24 серпня — Кен Генслі, англійський рок-музикант, клавішник групи Uriah Heep.
- 31 серпня — Ван Моррісон, ірландський музикант, композитор.
- 10 вересня — Хосе Фелісіано, пуерто-риканський співак, музикант, композитор.
- 11 вересня — Франц Бекенбауер, німецький футболіст, тренер.
- 26 вересня — Браян Феррі, британський рок-музикант, співак (Roxy Music).
- 21 жовтня — Микита Сергійович Михалков, російський актор, кінорежисер.
- 3 листопада — Герд Мюллер, німецький футболіст.
- 10 листопада — Розіта Торош[it], італійська кіноакторка (пом. 1994).
- 11 листопада — Данієль Ортега Сааведра, прокомуністичний політичний і державний діяч Нікарагуа, що встановив режим хунти, на чолі якої став сам.
- 12 листопада — Ніл Янг, канадський рок-музикант, співак, композитор.
- 15 листопада — Анні-Фрід Лінгстад, шведська поп-співачка (ABBA).
- 21 листопада — Голді Гоун, американська акторка.
- 30 листопада — Роджер Гловер, англійський рок-музикант, бас-гітарист групи Deep Purple.
- 1 грудня — Бетт Мідлер, американська співачка.
- 1 грудня — Хазанов Геннадій Вікторович, гуморист і кіноактор.

## Померли
Дивись також Категорія:Померли 1945
- 13 лютого — Загинув у бою з червоними полковник Дмитро Клячківський — командир УПА-Північ.
- 22 березня — Нісі Такеіті, барон, підполковник Імперської армії Японії, золотий медаліст Олімпійських ігор 1932 року в Лос-Анджелесі з кінного спорту.
- 26 березня — Курібаясі Тадаміті, генерал-лейтенант Імперської армії Японії, що прославився організацією і проведенням оборони острова Іодзіма під час Другої світової війни.
- 12 квітня — Франклін Д. Рузвельт, 32-й президент США (1933—1945)
- 1 травня — Німеччиною оголошена смерть Гітлера.
- 19 липня — Загинув у радянській тюрмі Волошин Авґустин Іванович, президент Карпатської України.
- 10 серпня — Роберт Ґоддард, американський фізик і інженер, один з піонерів ракетної техніки.
- 31 серпня — Банах Стефан, польський та український математик, професор Львівського університету та політехніки (з 1924), декан фізико-математичного факультету Львівського університету (з 1939). Член Польської АН та член-кореспондент АН УРСР. Один з творців сучасного функціонального аналізу та львівської математичної школи.
- 26 вересня — Ханжонков Олександр Олексійович, вітчизняний підприємець, організатор кінопромисловості, продюсер, режисер, сценарист, один із піонерів кінематографу.
- 20 листопада — Френсіс Вільям Астон, англійський фізик і хімік, лауреат Нобелівської премії з хімії за 1922 рік.
- 8 грудня — Олександр Зілоті, російський піаніст та диригент.
- 27 грудня — Янко Єсенський, словацький письменник (* 1874).

## Нобелівська премія
- з фізики: Вольфганг Паулі  — «За відкриття принципу заборони Паулі»
- з хімії: Арттурі Ілмарі Віртанен — «За дослідження і досягнення в галузі сільського господарства і хімії живильних речовин, особливо за метод консервації кормів удостоєний премії»
- з медицини та фізіології: Александер Флемінг, Ернст Боріс Чейн та Говард Волтер Флорі — «За відкриття пеніциліну та його цілющого впливу при лікуванні різних інфекційних захворюваннях»
- з літератури: Ґабріела Містраль
- премія миру: Корделл Голл — «На знак визнання його заслуг за утвердженням миру в західній півкулі, в зміцненні торгівлі і становленні ООН»